# Abbeville
Abbeville este un oraș în Franța, sub-prefectură a departamentului Somme, în regiunea Picardia. Aici, în depunerile înalte ale fluviului Somme, s-au găsit resturi arheologice și faunistice, caracteristice Paleoliticului inferior.